# حكومة حسني البرازي
الحكومة السورية التي تشكلت في 17 أبريل 1942، هي الحكومة السادسة والعشرين في تاريخ سوريا الحديث، والحادية عشر في عهد الجمهورية السورية الأولى، والثانية بعد تولي تاج الدين الحسني رئاسة الجمهورية. كانت الحكومة موالية لبريطانيا لاسيّما رئيسها، ورغم استفحال الخلاف بين رئيس الجمهورية ورئيس الوزارة فقد مكثت الوزارة في السلطة رغم القطيعة بين الرجلين لثلاث أشهر، حتى تمكن الرئيس الحسني من إقالتها، بعد تفاهمه مع بريطانيا. شملت هذه الحكومة للمرة الأولى، تعيين صهر الرئيس بمنصب وزير، وهو الوزير منير العجلاني. ستة من وزراء هذه الحكومة احتفظوا بحقائبهم من الحكومة السابقة.

## تشكيلة الحكومة
| الوزير        | الوزارة                            |
| ------------- | ---------------------------------- |
| حسني البرازي  | رئيس الوزراء                       |
| بهيج الخطيب   | وزير الداخلية                      |
| راغب كيخيا    | وزير العدل                         |
| فائز الخوري   | وزير المالية                       |
| محمد العايش   | وزير الاقتصاد الوطني               |
| فيضي الأتاسي  | وزير المعارف                       |
| حكمت الحراكي  | وزير الإعاشة والتموين              |
| منير العباس   | وزير الأشغال العامة والبرق والبريد |
| حسن الأطرش    | وزير الدفاع الوطني                 |
| منير العجلاني | وزير الإعلام والشباب               |

| الترتيب | المنصب                | الصورة       | شاغل المنصب   | الحزب | الحزب       | في المنصب من  | في المنصب حتى       | ملاحظات |
| ------- | --------------------- | ------------ | ------------- | ----- | ----------- | ------------- | ------------------- | ------- |
| –       | رئيس الوزراء          |              | حسني البرازي  |       |             | 18 نيسان 1942 | 8 كانون الثاني 1943 |         |
|         | وزير الداخلية         |              | حسني البرازي  |       |             |               |                     |         |
|         | وزير المعارف          |              | حسني البرازي  |       |             |               | 1 تموز 1942         |         |
|         | وزير المعارف          | خليل مردم بك |               |       | 1 تموز 1942 |               |                     |         |
|         | وزير الخارجية         |              | فائز الخوري   |       |             |               |                     |         |
|         | وزير المالية          |              | فائز الخوري   |       |             |               |                     |         |
|         | وزير الاقتصاد الوطني  |              | محمد العايش   |       |             |               |                     |         |
|         | وزير الأشغال العامة   |              | منير العباس   |       |             |               |                     |         |
|         | وزير البرق والبريد    |              | منير العباس   |       |             |               |                     |         |
|         | وزير الإعاشة والتموين |              | حكمت الحراكي  |       |             |               |                     |         |
|         | وزير الدفاع الوطني    |              | حسن الأطرش    |       |             |               |                     |         |
|         | وزير العدلية          |              | راغب الكيخيا  |       |             |               |                     |         |
|         | وزير الدعاية والشباب  |              | منير العجلاني |       |             |               |                     |         |

## الملاحظات
1. ↑  فراغ الحقل لا يعني بالضرورة أن شاغل المنصب مستقل سياسياً أو غير حزبي، ولكن بسبب عدم توفر المعلومات أو المصادر.